# Ostrov (film, 2005)
Ostrov (v anglickém originále The Island) je americký akční sci-fi film režiséra Michaela Baye z roku 2005.

## Obsah
V roce 2019 žije skupina lidí, mezi nimi i Lincoln 6-Echo a Jordan 2-Delta, v uzavřeném moderním komplexu pod dohledem hlídačů a podle pevně daných pravidel. Všichni věří, že okolní svět je po jaderné katastrofě příliš zamořený na to, aby se v něm dalo bezpečně žít. Jediné místo, které mělo uniknout zkáze, je Ostrov. Každý týden probíhá velké losování, ve kterém jeden ze členů komunity vyhraje právo odjet z komplexu na Ostrov.
Lincoln začíná mít podivné sny, ve kterých prožívá stále dokola stejnou událost, ačkoliv nepochází z jeho vzpomínek. Dr. Merrick, ředitel komplexu, ho tedy podrobí sérii testů jeho mozkové aktivity. Po testech Lincoln zajde do sekce, do které normálně obyvatelé nemají přístup, za svým přítelem Jamesem McCordem, který pracuje v komplexu jako mechanik. Tam také objeví živého motýla a pochopí, že okolní svět ve skutečnosti není zamořený. Ventilační šachtou se dostane do jiné části komplexu, kde jedna z obyvatelek, Lima 1-Alfa, právě porodila zdravé miminko. Scéna se však rychle zvrtne, když doktor přidá do její kapačky jedovatou látku a Lima pod dozorem lékařů umírá. To vše vidí i šokovaný Lincoln. Vzápětí se objeví poslední „výherce“ loterie, Starkweather 2-Delta, který utekl z operačního sálu, kde se tým lékařů chystal vyjmout mu játra. Je však rychle chycen skupinou strážných. Jeden z nich Lincolna spatří, ale splete si ho s ošetřovatelem. Lincoln pochopí, že žádný Ostrov neexistuje a obyvatelé jsou využíváni na náhradní orgány. Vrací se do komplexu a utíká varovat Jordan, která vyhrála v poslední loterii.
Dr. Merrick brzy ze záznamu kamer zjistí, že se Lincoln dostal do nepřístupného sektoru, a posílá hlídače, aby jeho i Jordan chytili. Lincoln s Jordan utíkají sektorem, kde se Lincoln potkával s McCordem, utečou z komplexu a dostanou se do pouště. Dr. Merrick si najímá skupinu žoldáků pod vedením Alberta Laurenta, aby je přivedli zpátky.
Lincoln v nedalekém městečku najde McCorda na záchodě s pornografickým časopisem a donutí ho, aby jim řekl pravdu. McCord jim vysvětluje, že všichni obyvatelé komplexu jsou klony skutečných bohatých lidí, vytvoření jako zásobárna náhradních orgánů nebo na odnošení zdravých dětí, a v případě potřeby jsou zabiti, a celá věc o Ostrově a zamořeném světě je lež, která je má udržet v poslušnosti. Lincoln a Jordan se rozhodnou najít své sponzory a říct jim pravdu, a McCord jim dá jména a peníze na cestu do New Yorku. Na vlakovém nádraží je ale dostihnou Laurentovi žoldáci a McCorda zastřelí, když se je snaží varovat, ale Lincolnovi a Jordan se podaří nasednout do vlaku a ujet.
Jordanin sponzor, modelka Sarah Jordan, mezitím leží v kómatu po vážné nehodě a nutně potřebuje její orgány, aby měla šanci na přežití, nejpozději do tří dnů. Lincoln v New Yorku najde svého sponzora, Toma Lincolna, který je stavitelem lodí, jaké Lincoln viděl ve svých snech. Uvědomí si tak, že má jeho vzpomínky. Tom jim slíbí pomoc, ale protože má sám cirhózu jater a potřebuje Lincolnovy orgány, zavolá tajně Merrickovi, který na místo posílá Laurenta a jeho žoldáky. Po honičce napříč městem Lincoln Laurenta napálí a nasadí Tomovi, který na něj míří pistolí, svůj identifikační náramek. Laurent tak zastřelí Toma a Lincolna žádá, aby mlčel o tom, co viděl.
Dr. Merrick v komplexu mezitím zjistí, že Lincolnovo převzetí vzpomínek od klientů způsobí, že všechny čtyři generace klonů od té, ze které pochází Lincoln, na tom budou stejně, a rozhoduje se je zlikvidovat. Lincoln a Jordan ale chtějí své kamarády osvobodit. Jordan se tak záměrně nechá chytit a převézt do komplexu, zatímco Lincoln se dál vydává za Toma a vrací se tam kvůli vytvoření „nového“ klonu. Jordan mezitím na operačním sále postřelí strážce, ale když chce vyrazit osvobodit ostatní, které se právě chystají strážní zaživa spálit v krematoriu, narazí na Laurenta. Ten měl ale rozhovor s doktorem Merrickem a dozvěděl se, že ani zabití Jordan už Sarah Jordan nezachrání. Také kdysi bojoval v občanské válce v Burkině Faso a má pochybnosti o tom, že takové zacházení s klony, jaké viděl, je správné. Rozhodne se tedy Jordan pomoct a spolu osvobodí ostatní klony. Lincoln se mezitím chystá zničit zařízení, které promítá holografické obrazy za okny komplexu a ukrývá před obyvateli vnější svět. Doktor Merrick, který už zjistil, že ho podvedli, ho ale dostihne a postřelí harpunou s navijákem. V zápase však Lincoln Merrickovi nakonec prostřelí harpunou hrdlo, a když se po výbuchu zřítí podlaha pod obřím ventilátorem, oba zůstávají viset ve vzduchu a Merrick umírá, oběšený na struně. Všichni naklonovaní lidé utíkají z komplexu a poprvé vidí opravdový svět. Lincoln a Jordan odplouvají na lodi Toma Lincolna na skutečný Ostrov.

## Obsazení
| Ewan McGregor         | Lincoln 6-Echo       |
| Scarlett Johanssonová | Jordan 2-Delta       |
| Djimon Hounsou        | Albert Laurent       |
| Sean Bean             | Dr. Merrick          |
| Steve Buscemi         | James McCord         |
| Michael Clarke Duncan | Starkweather 2 Delta |
| Brian Stepanek        | Gandu 3 Echo         |
| Noa Tishby            | hlasatel             |
| Siobhan Flynn         | Lima 1 Alfa          |

## Recenze
- Ostrov – 80 % na Cinema –